# Stazione di Traccia
La stazione di Traccia è una fermata ferroviaria di Napoli, posta sulla linea per Cassino. Serve  la via Traccia, della Zona Industriale di Napoli.

## Strutture e impianti
La fermata, posta alla progressiva chilometrica 1+598 fra le stazioni di Casalnuovo e di Gianturco, conta due binari serviti da una banchina ad isola parzialmente coperta da una pensilina. È inoltre presente un sottopassaggio di collegamento con il Rione Luzzatti, nel quartiere di Poggioreale.

## Movimento
La fermata è servita dai treni metropolitani in servizio regionale della relazione Napoli Campi Flegrei-Caserta.